# Rio Begu
O Rio Begu é um rio da Romênia afluente do Rio Voiteg, localizado no distrito de Timiş.